# Shepherd's pie

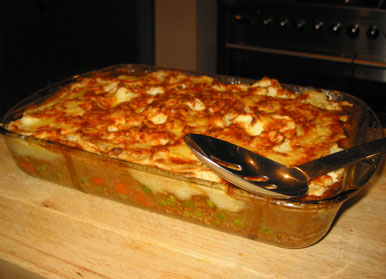
Shepherd’s pie listo para servir.

El shepherd's pie es un plato tradicional británico consistente en una capa de carne de cordero picada y recubierta de puré de patatas y opcionalmente de una capa de queso. El picado consiste tradicionalmente en cordero (de ahí lo de pastor) aunque mucha gente prefiere la carne de ternera. Un shepherd's pie cocinado con carne de ternera recibe el nombre de cottage pie. Un plato similar hecho con pescado en vez de carne de cordero es el fisherman's pie; también hay una versión vegetariana que se puede hacer con legumbres tales como lentejas, alubias o proteína de soja denominada shepherdess pie.

## Preparación
La carne picada se prepara friéndola en aceite con cebolla bien picada (y algunas veces también con ajo, zanahoria troceada, guisantes y otras verduras y hierbas como romero u orégano). Después se pone a cocer a fuego lento con tomate triturado y en ocasiones con vino. Una vez listo, se le puede añadir la capa de puré de patatas y meterlo al horno hasta que se dore, y preferiblemente se ponga crujiente.
El puré tiene que aligerarse mezclándolo con leche y mantequilla para prevenir que, por su peso, se hunda en la carne (siempre se considera este punto como algo crítico en la elaboración del shepherd’s pie). Antes de que se cueza en el horno se suele marcar con un tenedor para aumentar su superficie y que así se ponga crujiente. Otra forma de prevenir que el puré se hunda en la carne es preparar la capa de carne primero y dejarla enfriar.

## Variantes en otros países
En Estados Unidos, el shepherd's pie normalmente consiste en una capa de ternera molida, una capa de maíz y una capa de puré de patatas. Los guisantes y las zanahorias se suelen mezclar con el maíz o se usan para reemplazarlo. En el estado de Vermont, a menudo se usan habas en lugar de maíz y frecuentemente se le añade una capa de salsa de tomate al puré de papas. Los francocanadienses denominan a esta variante paté chinois, mientras que en Francia se prepara sin maíz bajo el nombre de hachis parmentier.
En Argentina, Uruguay y Chile se lo conoce como pastel de papa o de carne, siendo los ingredientes del relleno carne vacuna molida, aceitunas y huevo duro, cubierto con puré de papas.